# Glycyrrhiza eurycarpa
Glycyrrhiza eurycarpa är en ärtväxtart som beskrevs av Pei Chun Qiong Li. Glycyrrhiza eurycarpa ingår i släktet Glycyrrhiza och familjen ärtväxter. Inga underarter finns listade i Catalogue of Life.